# Annales de Bretagne et des pays de l'Ouest
Pour les articles homonymes, voir Annales (homonymie).
Les Annales de Bretagne, devenues Annales de Bretagne et des pays de l’Ouest (abrégé souvent en ABPO) en 1974, sont une revue de recherche historique trimestrielle.

## Présentation
Créée en 1886, la revue est d’abord une publication de la Faculté des Lettres de l'université de Rennes : le directeur est alors le doyen de la faculté et une rubrique intitulée « Chronique de la Faculté » publie les sujets d'examens, entre autres ceux du baccalauréat. En 1892 (et jusqu'en 1963), apparaît la mention « publiée avec la collaboration de MM. les Archivistes des cinq départements de Bretagne ».
À partir de 1898, Georges Dottin, professeur de celtique — promu doyen de la Faculté des lettres en 1911 — reprend la direction de la revue jusqu'à son décès en 1928. C'est alors que disparaît la « Chronique de la Faculté » cédant la place aux comptes-rendus d'ouvrages qui ont entre-temps pris de plus en plus d'importance. La périodicité, parfois aléatoire durant les décennies précédentes, redevient régulière à dater de 1934 et la tendance à la parution de fascicules thématiques (« Archéologie », « Littérature », « Histoire » et « Langue bretonne ») qui se dessine progressivement est formalisée à partir de 1957.
En ce qui concerne les études celtiques, la revue a vu se suivre ou se côtoyer les signatures de François-Marie Luzel, Joseph Loth, François Vallée, Adolphe Orain, Anatole Le Braz, Émile Ernault, Arthur de La Borderie, Pierre Le Roux, Georges Dottin, Joseph Vendryes, Yves Le Diberder, Maurice Duhamel, Francis Gourvil, Yeun ar Gow, Jean-Michel Guilcher, François Falc'hun, Pierre Trépos, Léon Fleuriot, Gwennole Le Menn, Pierre-Yves Lambert, etc.
À la suite de la création de l'université Rennes 2 Haute Bretagne (1969), la revue passe sous la responsabilité de l'Institut armoricain de recherches historiques, préfiguration de l'actuel Centre de recherches historiques de l'Ouest (CeRHIO, UMR 6258 CNRS). Les risques d'asphyxie qui la menacent alors aboutissent en 1974 à l'abandon des numéros thématiques et à la restructuration d'un périodique pluridisciplinaire en une revue trimestrielle interuniversitaire d'histoire prise en charge par l'Association pour la publication des Annales de Bretagne et des Pays de l'Ouest (universités de Rennes 2, Brest, Tours, Le Mans, Angers et Nantes), présidée par François Lebrun assisté de Jean Quéniart (secrétaire) et Louis Pape (trésorier). Vitrine de la recherche historique dans ces universités, les ABPO ont vocation à diffuser des travaux d'histoire concernant particulièrement l'Ouest de la France, mais sans aucune exclusive. Aujourd'hui, la revue est publiée conjointement par neuf universités du Grand Ouest (Angers, Bretagne-Sud, Brest, Le Mans, Nantes, Poitiers, Rennes-II, La Rochelle et Tours) et éditée par les Presses universitaires de Rennes. L'association conserve la responsabilité scientifique de son contenu.
Depuis le 31 mars 2010, les derniers numéros des Annales sont disponibles en ligne sur OpenEdition Journals.